# Манастир Шудикова
Манастир Шудикова је манастир Епархије будимљанско-никшићке, Српске православне цркве, налази се на десној обали Лима, на почетку Тифранске клисуре код Берана. Манастир је посвећен Ваведењу Пресвете Богородице.

## Прошлост
Манастир имена "Св. Богородице" се први пут помиње у 16. вијеку, али се не зна када је тачно манастир основан. Сматра се да је био филијала значајнијег манастира Ђурђеви Ступови, који је био катедрални манастир старе Будимљанске епархије. Шудиково је у ствари назив за улаз у Тивранску клисуру. Стари записи помињу манастирске игумане Василија, Григорија и Теодора. Био је то изгледа богат манастир и културни центар државе Немањића у жупи Будимљи. У Будимљу је била престоница Вуканова, брата Стефана Првовенчаног, и касније седиште српског краља Стефана Дечанског. У манастиру Шудиково је радила преписивачка радионица у којој настају књиге - српски писани споменици.
У Млецима је 1536. године Молитвослов штампао јерођакон Мојсије, како се потписао, јеродiакон моiси от србские земли, отчеством же от мјеста нарицаемаго будимли. Павле Ровински наводи да је то у Будимља у Васојевићима, код Берана. Исти јерођакон у штаманом Сборнику детљније наводи свој родни крај, па наводи Будимље близу манастира Шудикова.
Светоотачки зборник је један од најстаријих, и данас се налази се у манастиру Свете Тројице у Пљевљима. Митрополит будимљански Герасим написао је 1573. године познати Минеј, који се данас чува у Народној библиотеци у Београду. По запису из Сарајева из 1581. године произилази да старац Теодосије тада поклања манастиру неколико књига: Јеванђеље, Триод, велику Литургију, Псалтир Божидар | Вуковић и Молитвеник (Љубовићев). Јеромонах Данило написао је 1592. године Псалтир који се данас налази у Бечу. У манастиру је 1592. године написано Јеванђеље, које је манастиру повратио 1736.године српски Патријарх Арсеније IV Јовановић Шакабента  . Ђакон Михаило је 1600. године писао Молебник, који се налази и чува у библиотеци грофа Уварова у Москви.
Шудикова је имала фреско-иконописачку школу, чији изданак је један од наших најпознатијих сликара са краја 16. и почетка 17. вијека, зограф Страхиња Будимњанин. Турци су опленили и спалили манастир октобра 1738. године, о чему постоји сачуван запис.
Године 1923-1926. постојало је "манастириште" Шудиково, са остацима древне цркве, из некадашње Будимске жупе. Прва археолошка истраживања почињу 1923. године, од стране директора беранске гимназије школе Душана Вуксана, наставника Драгише Боричића и ђака. Када су открили изломљену мермерну крстионицу (са поклопцем) и један гроб под амвоном испред олтара, обустављено је даље трагање. На једној плочи из развалина црквице је касније рашчитан део текста, у којем се јавља назив "Урош Стефан", као и на једном старом новчићу - "Император Урош". Због тих факата сматрало се 1926. године да је то био гроб српског цара Уроша. Недалеко од манастира налази се "Урошевица", место где је наводно била летња резиденција цара Уроша. Ту су остале и рушевине манастира "Урошевице". По Пајсију хроничару читава два века није се знало где је био сахрањен цар Урош. Затим се помиње Богородичина црква "у Сутимљу", што је могло да значи и "у Будимљу". Свете мошти су одатле пренете у манастир Јазак, па у Саборну цркву у Београду.
Полимски музеј у Беранама је започео детаљнија сондажна испитивања, тек октобра 2002. године. Манастир је почео да се обнавља 2005. године донацијама ктитора-обновитеља Мила Ђурашковића.
Нови иконостас и иконе на полијелеју иконописао је Војислав Луковић из Београда, 2007. године.
На страници, порекло презимена, село Будимља (Беране) стоји овај податак: „На дну Будимље, до самог Лима, налази се црквина Шудикова, која је још из доба Немањића. Црква је била посвећена Св. Арсенију, чије је тело ту пренесено из Пећи и ту је неко време почивало, докле га опет нису склонили испред турског зулума."